# سمكة وادي هديه شعاعية الزعنفة
Acanthobrama hadiyahensis، المعروف أيضًا باسم الدنيس العربي، هو نوع من أسماك شبوطيات المياه العذبة، تقع في وادي هدية بالمملكة العربية السعودية.

## الوصف
حجم سمكة وادي هدية شعاعية الزعنفة بين الصغير والمتوسط، الفم طرفي أو شبه طرفي مع عدم وجود اللوامس الفمية الزعنفة الشرجية طويلة. يتميز هذا النوع بوجود مابين 17 إلى 19 سناً خيشومياً على القوس الخيشومي الأول، يوجد بالزعنفة الظهرية 7 دعائم شعاعية متفرعة كما يوجد بالزعنفة الشرجية ما بين 14 إلى 17 دعامة شعاعية متفرعة ايضاً.

## الموطن
توجد سمكة وادي هدية شعاعية الزعنفة في المياه العذبة في الأودية والعيون.

## الإنتشار
ينتشر هذا النوع في المياه العذبة بالسعودية وذلك بمياه وادي هدية في جنوب غرب خيبر، وفي عيون المياه العذبة بمدينة خيبر شمال غرب المدينة المنورة.